# Christophe Rinero

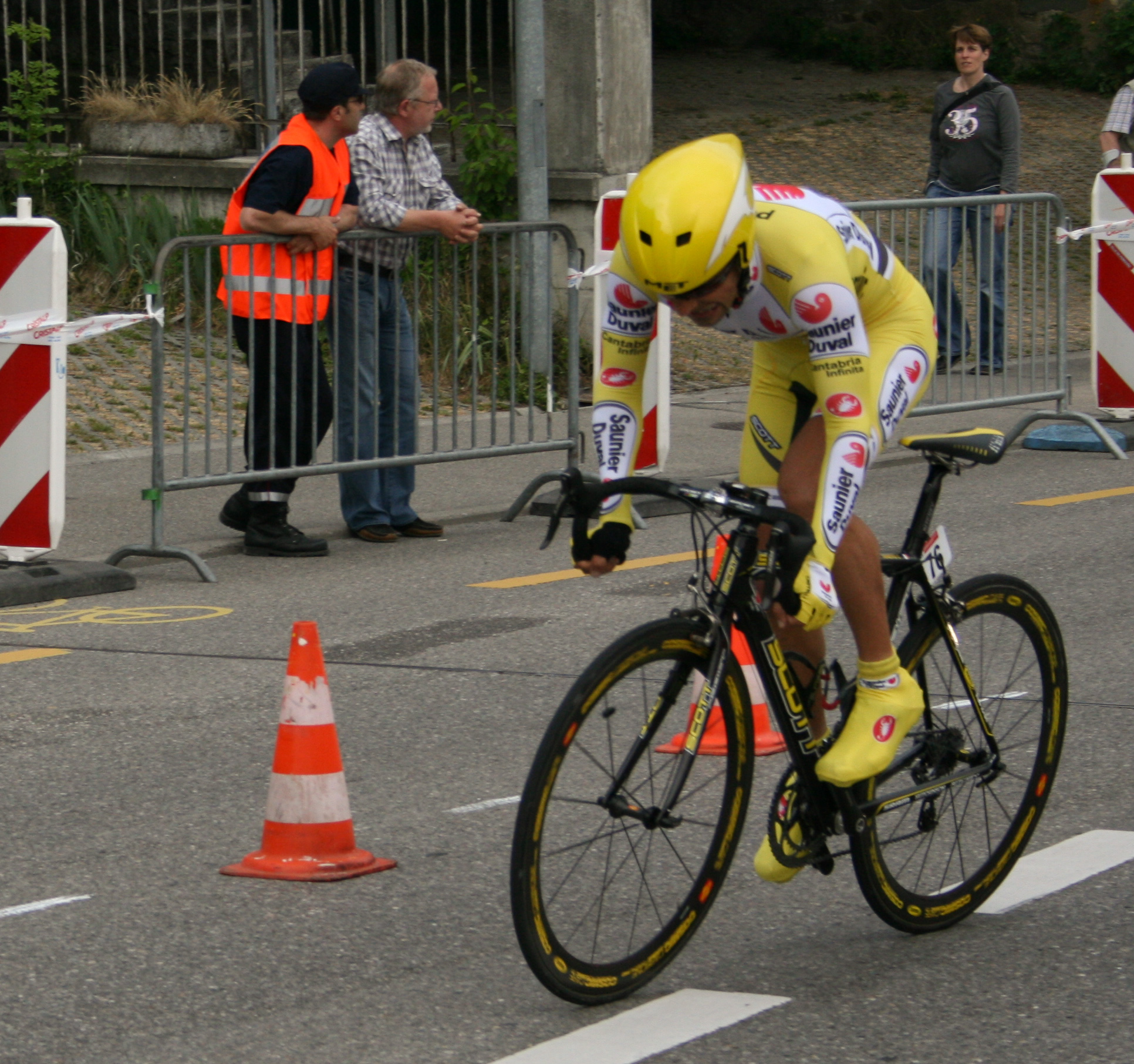
Christophe Rinero, Romandiet runt 2007.

Christophe Rinero, född 29 december 1973 i Moissac, är en fransk före detta professionell tävlingscyklist. Han vann Bergspristävlingen i Tour de France 1998.

## Karriär
Christophe Rinero startade sin professionella karriär under säsongen 1996 i det franska stallet Force Sud, som lades ned i juli samma år. Under de sista månaderna det året cyklade han för Mutuelle de Seine-et-Marne. Under säsongen slutade han på 13:e plats i Route du Sud, vilket gjorde att Cyrille Guimard, chef för Cofidis-stallet, upptäckte honom och valde att rekrytera fransmannen inför säsongen 1997.
Under säsongen 1998 vann Rinero Tour de l'Avenir. Han tog fjärde platsen i Tour de France 1998, ett år då alla före honom i slutställningen senare dömts eller erkänt dopning under sin karriär. Han vann också bergspristävlingen i den franska tävlingen. När Rinero tog tröjan efter etapp 18 vägrade han att sätta på sig tröjan på prispallen i protest mot polisens agerande mot Rodolfo Massi som hade fått lämna tävlingen efter det att polisen frågat ut honom om hans inblandning i en dopningskandal. Samma år vann Rinero också etapper på Tour du Limousin och GP du Midi-Libre. Han slutade tvåa i Midi Libre bakom schweizaren Laurent Dufaux.
Rinero stannade med Cofidis fram till säsongsslutet 2001 när han blev kontrakterad av Saint-Quentin-Oktos, senare MBK-Oktos, och han stannade med dem under två år. Under säsongen 2002 vann han etapp 2 av Tour du Limousin före Stuart O'Grady och Anthony Geslin. 
Mellan 2004 och 2005 tävlade Rinero för R.A.G.T. Semences-MG Rover men när stallet lades ner gick han vidare till Saunier Duval-Prodir. Rinero stannade med Saunier Duval-Prodir under två år innan han valde att avsluta sin karriär i det franska stallet Agritubel. Efter säsongen 2008 var karriären över.

## Efter karriären
Christophe Rinero började amatörcykla i ett lag på Guadeloupe under året 2009.

## Meriter
1996
3:a, Tour de l'Ain
etapp 1
1998
1:a, Tour de l'Avenir
Etapp 7 och 9
1:a, Tour du Limousin
Etapp 2, GP du Midi-Libre
2:a, GP du Midi-Libre
4:a, Tour de France 1998
1:a,  Bergspristävlingen
2:a, Ungdomstävlingen
4:a, etapp 15
2002
1:a, etapp 2, Tour du Limousin
1:a, Bergspristävlingen, Tour du Limousin

## Stall
- Cofidis 1997–2001
- Saint-Quentin-Oktos 2002
  -  MBK-Oktos 2003
- R.A.G.T. Semences-MG Rover 2004–2005
- Saunier Duval-Prodir 2006–2007
- Agritubel 2008